# Tchervonohryhorivka
Tchervonohryhorivka (en ukrainien : Червоногригорівка) ou Tchervonogrigorovka (en russe : Червоногригоровка) est une commune urbaine de l'oblast de Dnipropetrovsk, en Ukraine. Sa population s'élevait à 5172 habitants en 2025.

## Géographie
Tchervonohryhorivka se trouve sur la rive nord (droite) du réservoir de Kakhovka Elle est située à 11 km au nord-est de Nikopol, à 98 km à l'ouest de Dnipro et à 429 km au sud-est de Kiev.

## Histoire
La fondation remonte aux années 1770. Les terres étaient alors la propriété du comte Tchernychev et le village s'appelait Tchernychevskaïa. Par la suite, ces terres furent vendues par le comte à son cousin Grigori Krasnov, qui épousa la fille du comte. C'est alors que le nom du domaine devint Tchernogrigorovka, ou Tchervonohryrivka en ukrainien. Le village accéda au statut de commune urbaine en 1938.

## Population
Recensements (*) ou estimations de la population :
| 1959* | 1970* | 1979* | 1989* | 2001* |
| ----- | ----- | ----- | ----- | ----- |
| 6 671 | 7 252 | 7 217 | 6 888 | 6 693 |

| 2009  | 2010  | 2011  | 2012  | 2013  |
| ----- | ----- | ----- | ----- | ----- |
| 6 676 | 6 689 | 6 705 | 6 701 | 6 661 |

## Transports
Tchervonohryhorivka se trouve à 18 km de Nikopol par la route et à 12 km par le chemin de fer.